# Blue Mounds
Blue Mounds è un comune degli Stati Uniti, situato in Wisconsin, nella Contea di Dane.